# Balduíno I de Constantinopla
Balduíno I de Constantinopla (Valenciennes, França, julho de 1172 - julho de 1205) foi o primeiro imperador latino de Constantinopla, esteve à frente dos destinos do império de 1204 até 1205. Foi sucedido nos desígnios do império por Henrique da Flandres que reinou de 1206 até 1216. Foi conde das Flandres e um dos nobres mais importantes que participaram na Quarta Cruzada, que resultou na captura de Constantinopla e na conquista de grande parte do Império Bizantino. Na parte conquistada, Balduíno fundou o Império Latino.

## Relações familiares
Balduíno nasceu em Valenciennes, França. Era filho de Balduíno V de Hainaut e de Margarida I da Flandres, irmã do conde Filipe da Alsácia. 
Em 1186 casou-se com Maria de Champanhe, filha do conde Henrique I de Champanhe e de Maria Capeto. Este matrimónio dava ao jovem Balduíno grandes responsabilidades, no que diz respeito à Terra Santa. O irmão da sua esposa, Henrique II de Champanhe seria Rei de Jerusalém na década de 1190, e os tios dela eram os grandes reis cruzados Ricardo Coração de Leão e Filipe Augusto. Mas Balduíno não está relacionado com as cruzadas apenas pela família da sua esposa. O seu tio,Filipe da Alsácia morrera nelas, e os seus antepassados, os condes da Flandres, também lutaram pela recuperação da Terra Santa.

## Conde da Flandres e de Hainaut

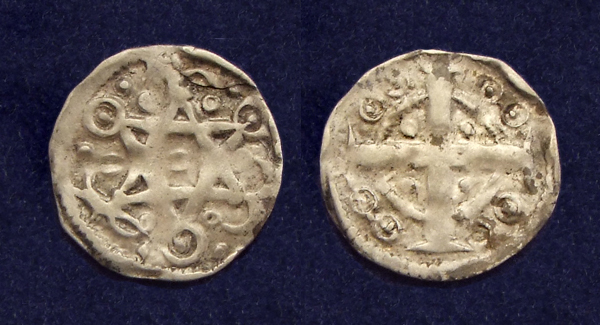
County of Flandres, AR maille, atacou em Ypres sob Balduíno IX, Conde de Flandres.

Em 1194 morre a mãe de Balduíno, Margarida I da Flandres, e em 1195, o pai, Balduíno V de Hainaut. Balduíno herda - com título de Balduíno IX de Flandres - uma Flandres com um território muito reduzido, pois o seu tio Filipe cedera à irmã de Balduíno, a rainha Isabel de Hainaut, o condado de Artois quando esta se casou com o rei Filipe II de França, e apesar da rainha ter falecido em 1190, o rei francês mantinha o condado em nome do filho que tivera com Isabel, o futuro Luís VIII de França.
Foi devido a esse problema que Balduíno centrou os seus primeiros oito anos de governo na recuperação de Artois. O Tratado de Péronne, assinado em janeiro de 1200, cedia a Balduíno a maior parte desse território. Um mês depois da assinatura do tratado, Balduíno embarcou numa nova cruzada, na qual partiria em 1202, e deixou a esposa grávida, com uma filha de dois anos. Mas nem a cruzada impediria que, em 1204, Maria deixasse os seus filhos sob a custódia do cunhado e partisse ao encontro do esposo, no Oriente. Entretanto, a reconquista de Constantinopla para o imperador bizantino Isaac II Ângelo beneficiou o Império Bizantino´, mas quando Isaac se negou a pagar aos cruzados os serviços prestados, estes viraram-se contra o imperador e saquearam a cidade. Tanto Isaac como o seu filho morreram. Foi neste contexto que Balduíno e os outros cruzados fundaram o Império Latino. Em 1261, o Império Bizantino reconquistaria Constantinopla e o Império Latino extinguir-se-ia. Os descendentes do último imperador, Balduíno II, usaram apenas o título, não governando efectivamente.

## Imperador latino
No início, a coroa do novo império foi oferecida a Enrico Dandolo, mas o candidato mais óbvio era o líder da cruzada, Bonifácio de Montferrat, mas, graças ao apoio do bando veneziano de Dandolo, a 9 de Maio de 1204 Balduíno foi eleito imperador e coroado uma semana depois. A esposa de Balduíno soube das notícias da coroação, mas faleceu em Agosto, antes de os esposos se poderem reunir. 
Os bizantinos, com a ajuda dos búlgaros, revoltaram-se e apoderaram-se de  Adrianópolis (a actual Edirne). Balduíno pôs cerco à cidade, mas foi atacado pelo rei búlgaro Joanitzes e feito prisioneiro. Durante as tentativas do Papa Inocêncio III de libertá-lo dos búlgaros, Balduíno foi afogado pelos guardas da prisão, em 1205.

## Família e Descendência
Em Julho de 1206, os latinos de Constantinopla foram informados que Balduíno estava morto. O seu irmão,Henrique da Flandres acompanhara-o à Terra Santa. Sucedeu ao irmão como imperador latino. 
Do seu matrimónio com Maria de Champanhe teve os seguintes filhos:
- Joana (1200-1244), casada com Fernando de Portugal. Sucedeu ao pai nos condados da Flandres e de Hainaut;
- Margarida  (1202-1280, Sucedeu à irmã nos condados da Flandres e de Hainaut.